# 1993 FN1
1993 FN1 är en asteroid i huvudbältet som upptäcktes den 25 mars 1993 av de båda japanska astronomerna Seiji Ueda och Hiroshi Kaneda i Kushiro.
Asteroiden har en diameter på ungefär 8 kilometer